# التنقيب عن الفضة في الولايات المتحدة

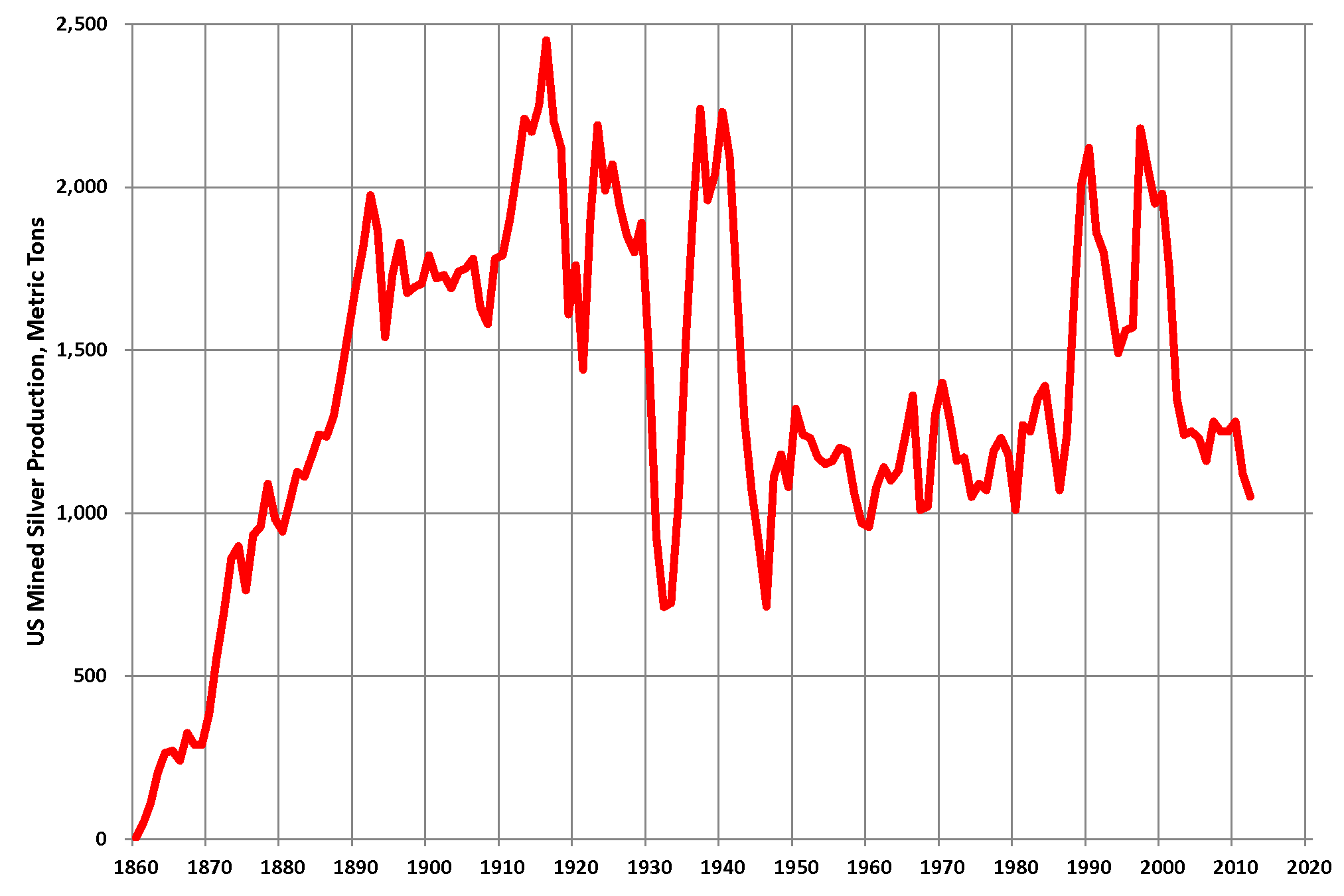

التنقيب عن الفضة في الولايات المتحدة بدأ بشكل كبير مع اكتشاف منطقة كومستوك في نيفادا عام 1858. أنتجت الولايات المتحدة 1.200 طن قياسي من الفضة في عام 2007، والذي يغطي 35% من استهلاكها، أما الـ 65% الباقية فتستوردها من المكسيك وكندا وبيرو وتشيلي. ويوجد في البلاد 36 منجم فضة. وقد ازداد الاهتمام بالتنقيب عن الفضة في السنوات الماضية، بسبب ازدياد أسعار المعادن: فقد ارتفع سعر الفضة من 4.39 $ للأونصة في عام 2001 إلى 13.45 $ في عام 2007.